# Abu (delnavn)
 For alternative betydninger, se Abu. (Se også artikler, som begynder med Abu)
Abu betyder "far til" på arabisk.
Abu bliver ofte brugt som et navn sammen med et andet ord, f.eks. Abu Mazen, Abu Nidal, Abu Sayyaf, Abu Ghraib og Abu Ammar (= Yassir Arafat). 
I personnavne udtrykker dette traditionelt faderens glæde over hans førstefødte søn.